# Realgar
Realgar (njem. Realgar od franc. réalgar od španj. rejalgar od arap. rahğ al-gār: prah iz špilje) ili crveni arsenov blistavac je monoklinski mineral, arsenov sulfid, As4S4. Crvene je boje, a prah mu je narančast. Na svjetlosti se raspada i postaje žut, jer prelazi u mineral auripigment. Nastaje kristalizacijom iz termalnih otopina niže temperature, koje su povezane s prodorima magme. Koristi se za arsenske pripravke. Tvrdoća po Mohsu mu je od 1,5 do 2. Ostavlja narančastocrveni crt. 
Rijetko se javlja u prirodi. Tvori guste mase sitnih zrnaca, a rjeđe dobro oblikovane, prozirne, narančastocrvene kristale smolastog sjaja. Vizualno je sličan cinabaritu, no mekši je i manje gust. U hidrotermalnim žilama javlja se kao sekundarni mineral zajedno s auripigmentom. Pod tim uvjetima realgar nastaje rastvaranjem drugih arsenovih minerala, kao što je arsenopirit. Realgar je otrovan, a ako se rastali i zapali, ispušta vrlo otrovan dim arsenovog(III) oksida. Mineral se koristio u srednjovjekovnoj medicini, za izradu stakla i za pirotehničke smjese. Danas se koristi kao izvor arsena za kemijsku industriju.

## Realgar u slikarstvu
Realgar je korišten još u antičkom dobu. Nalazi se u prirodi kao arsenov sulfid. Veoma je otrovan, a umjetnim putem je proizveden tek u novije vrijeme. Realgar se često upotrebljavao do 18. stoljeća, zamijenjen je kadmijevim pigmentima.

## Slike
|                                                                           | | |                                                                                               |
| Jedinična stanica realgara, jasno prikazujući molekule As4S4 koje sadrži. | Skupina kristala realgara iz rudnika Getchell (Peak Adam, okrug Potosi, okrug Humboldt, Nevada, SAD). | Kristali realgara crvene boje višnje na vrhu matrice, a dolje oštar iglasti mlaz rijetke vrste pikrofarmakolit (bijele iglice). | Kristali realgara, kvarca, halkopirita i galenita, iz rudnika Quiruvilca (La Libertad, Peru). |

## Vanjske poveznice
|  | Zajednički poslužitelj ima još gradiva o temi Realgar |